# Frank Mantooth
Frank Mantooth (Tulsa, 11 april 1947 – Garden City, 30 januari 2004) was een Amerikaans componist, muziekpedagoog, arrangeur en jazz-pianist.

## Levensloop
Mantooth kreeg van zijn moeder de eerste pianoles. Later studeerde hij aan de School of Music van de Universiteit van Noord-Texas in Denton, waar hij in 1969 zijn Bachelor of Music behaalde. Aan de universiteit maakte hij deel uit van het jazz programma van Ashley Alexander. Van 1969 tot 1973 was hij muzikant en arrangeur in de Band of the Air Force Academy Falconaires. Vervolgens was hij voor zeven jaar in Oostenrijk en studeerde aan de Universität für Musik und darstellende Kunst Wien in Wenen, waar hij in 1977 zijn diploma als uitvoerend pianist behaalde. In deze tijd werkte hij samen met Richard Oesterreicher en Wayne Darling die bij zijn debuutalbum Our First in 1977 meewerkte.
Hij was docent aan de DePaul-universiteit in Chicago. Vanaf 1995 was hij docent aan Garden City Community College. Verder deed hij clinics en cursussen op bekende zomer jazz-camps in de hele Verenigde Staten.
In 1987 richtte hij zijn eigen jazzorkest, het Frank Mantooth Jazz Orchestra, op. Met dit orkest naam hij verschillende van zijn eigen werken op. Bekende langspeelplaaten en cd's zijn Suite Tooth, Persevere, Dangerous Precedent, Sophisticated Lady en A Miracle. Hij was totaal 11 keer genomineerd voor een Grammy Award.
Naast vele arrangementen voor diverse ensembles schreef hij vanaf 1978 eigen werken. Hij componeerde onder anderen voor de trompettist Carl Hilding "Doc" Severinsen, Louie Bellson, Pete Christlieb, Art Farmer, Carla Helmbrecht, het Kansas City Symphony Orchestra, het Madison Symphony Orchestra.

## Composities

### Werken voor jazzensemble of big band
- A Most Pleasant Reuniuon
- Angelika
- Belgrade Hangover
- Chromatic Cro-Magnon
- Council Grove Groove
- Dangerous Precedent
- Erica
- For The Sake Of Art
- Friendly Neighbor Bossa
- Harlem Nocturne
- If The Shew Fits
- In Retrospect
- Lauralisa
- "Loafin'"
- Midnight Sun
- Mixolydian Soul Frog
- Scam & Eggs
- Stapes
- The Lightly Camouflaged Samba
- The Rooster
- Wave
- Where the Buffalo Roam
- White Pontiac
- Your Sister's Samba

### Pedagogische werken
- Improvisations-Patterns for Beginners

## Publicaties
- Movin On to Blues E Flat Patterns for Improvisation, Hal Leonard Corporation, 1997. ISBN 0-7935-6860-9
- Voicings for Jazz Keyboard, Hal Leonard Corporation, 1997. ISBN 0-7935-3485-2
- samen met Lee Evans: Jazz Favorites B Instruments (Jazz Improvisation Workshop with CD: 15 All-Time Favorites from the Essential Jazz Repertoire), Hal Leonard Corporation, 1997. ISBN 0-7935-7162-6
- The Best Chord Changes for the World's Greatest Standards: 100 Of the Most Requested Standard Songs With Professionally Altered Chords., 5 vols., Hal Leonard Corporation 1990. ISBN 0-7935-3331-7

## Prijzen en onderscheidingen
- 1999: Florence Crittenton Foundation's "Citizen of the Year" Award
- 1999: Homer Osborne Award voor zijn inbreng in de jazz-pedagogiek
- 2004: postuum opgenomen in de Oklahoma Jazz Hall of Fame[2]